# 大藪寿一
大藪寿一（おおやぶ じゅいち、1924年2月26日-2001年10月16日）は、日本の社会学者。大阪市立大学名誉教授。社会病理学を専門とした。
福岡県生まれ。九州帝国大学法文学部卒。熊本短期大学助教授、大阪市立大学助教授、教授、86年定年退官、名誉教授、追手門学院大学教授。

## 著書
- 『応用社会学』誠信書房 1966
- 『現代社会病理論 社会学・社会心理学ノート』幻想社 1982

### 共編著
- 『社会病理学』大橋薫共編著 誠信書房 1966
- 『現代社会病理学』大橋薫,四方寿雄共編著 川島書店 1973
- 『都市病理学』大橋薫共編 有斐閣双書 1973
- 『概説社会病理学』大橋薫, 四方寿雄共編著 川島書店 1977
- 『孤独と絶望-あいりん人生追跡調査誌 あいりん日雇生活者の社会調査』編 幻想社 1981

## 論文
- <大藪寿一